# 最後の弁護人
『最後の弁護人』（さいごのべんごにん）は、2003年1月15日から同年3月19日にかけて日本テレビ系列の「水曜ドラマ」枠で放送されたテレビドラマ。副題は「The Last Lawyer」。初回のみ15分拡大。全10話。平均視聴率11.6%。
阿部寛は本作が7年ぶりの連続ドラマ単独主演となった。

## あらすじ
不良債権の取立てを行う銀行員の石田良子は、事務所開設資金を返済していない有働弁護士事務所の有働和明を訪ねる。しかし有働弁護士事務所は依頼人も事務員を雇う余裕さえもなく、さらに有働の義理の姉である日本弁護士会の神崎美智子からは報酬の少ない国選弁護人ばかりを依頼され、財政的にかなり厳しい状態であった。それでも有働は、助手となった良子や自身が弁護した赤倉俊哉らとともに数々の難事件に挑んでいく。

## 登場人物

### レギュラー出演
有働和明：阿部寛（弁護士）
有働弁護士事務所の弁護士。
事務所には依頼人がまったくと言っていいほど現れず、義姉である神崎美智子からの国選弁護の依頼ばかりを請け負っている。報酬が少ないため極貧状態で、事務所開設資金の融資の返済と家賃を滞納している。助手の良子や赤倉にまともに給料を払えていないばかりか、冬場の灯油代を立て替えてもらっている。
弁護人としてはとても優秀。「人を裁くことが許されるものは事実だけ」「被告人がどんな人間であろうと、どんなに醜い事実が待っていようと徹底的に捜査を行い、無罪を目指し弁護する」という信念を持つ。勘が冴えているが、事件と関係ない場面では当てにならない。「納得がいかないことがあると頑固な便秘になる質だ」とよく語っており、裁判で追い込まれた際のストレス解消法は「太鼓の達人」。「思った通りだ」が口癖。
同じ弁護士でもあった妻・百合（旧姓:神崎）は10年前に他界し、現在は高校生の娘と暮らしている。年頃の娘の行動が気になって仕方がないようで、門限を夕方6時に設定し、娘が読んでいるギャル雑誌を勝手に事務所に持ってきたり、メールのやり取りを盗み見るために携帯のロックを解除しようとするなど親バカ気味。娘からはよく『最低』と言われているらしい。愛用のスーツは妻と娘が2人で見立ててくれたもの。
性格はかなりのひねくれ者。良子と赤倉に対しては特に口が悪く、『ロバ』や『サル』などと呼んでは事あるごとに悪態をついて呆れさせ、良子からも度々『最低』と言われている。その様子を楽しんでいるようにも見えるが、実際は自身の過去（後述）について気付かせないために、あえてそのように振る舞っている節がある。
「僕なんか死んだ方がいい」と言う10歳の少年・佐倉悟に「なら死ね」と言い放ち、それに激怒する良子に「『死ぬ』と言いながら死なない人間が一番迷惑、ルール違反だ。その理由は『死ぬのは簡単だが、死なれるのはとても難しいから』だ」と語る。その際、妻を亡くしていることを明かした。日本中から恨みを買う被告人・熊川麻美の弁護を引き受けた際には、事務所がバッシング電話や投石で窓ガラスを割られるなどの嫌がらせに遭う。その巻き添えのような形で良子が暴漢から襲われ、搬送先の病院で柴田から過去について触れられて感傷し、良子と赤倉を突き放して事務所を辞めさせようとした。自身が申請した証人が裁判所内で殺害された際には「なんとか言ったらどうですか」と言う柴田に「なんとか」と返し怒らせるが、その夜事務所で1人涙していた。
10年前、自身が弁護した母娘強盗殺人事件の被告人を、警察の不適切な捜査を指摘し無罪放免にしている。その際に被害者遺族の吉野一臣の恨みを買い、復讐として妻の百合を殺害され、娘を傷つけられた経験がある。その過去と前述の信念が、最終話で「妻を殺し、娘を傷つけた男の弁護」という複雑な事態を招くことになる。
石田良子：須藤理彩（事務員）
有働弁護士事務所の1人目の助手。物語当初はよつば銀行調査課の不良債権回収担当。26歳。
茨城県牛久市出身で高校時代にミス牛久に選ばれた経験があり、普段は標準語だが不意に訛りが出ることがある。
幼い頃から弁護士に憧れて勉強したが学力に結び付かず、弁護士の彼氏を作ることも弁護士事務所に事務員として就職することも失敗。そこそこの幸せを目指して銀行に就職したが、調査課に配属されて以降不良債権を全く回収できずうだつが上がらなかった。そこで取り立てリストの中にあった有働弁護士事務所に目を付け訪問するが、有働から依頼人と間違われ、事務所のドアをノックする力の弱さから「自分に自信がなく、現状を大きく打破する勇気がない」と評される。債権回収に来た銀行員だとわかった途端に追い出されそうになるが、その最中に鳴った赤倉の国選弁護依頼の電話を勝手に取り、成り行きで有働の捜査に付き添うことになる。捜査する中で赤倉の無実を信じるようになり、また先述の有働の言葉を思い出し、現状を変える決意をする。有働の頼みで真犯人の財務状況を知るために銀行の上司のパソコンのパスワードを盗み、社内秘資料をプリントアウトして持ち出し捜査に貢献する。しかし後にそれが発覚して銀行を解雇され、第2話からは強引に有働の助手となる。
捜査を手伝い車を出したりと助手としての役目を果たしているが、赤倉共々給料はほとんど支払われていない模様。
有働には初対面の出会い頭から『ロバ』呼ばわりされ、以降も『下膨れのロバ面』『（体型が）ムーミン』など枚挙に暇がないほど罵られており、1度も名前で呼ばれたことがない。良子は有働の電話番号を『ウド』の名前で携帯に登録している。
銀行員時代は上司に自ら土下座をするなど少々卑屈だったが、本来はポジティブかつ人当たりが良い性格。ただし有働に対しては、散々罵られていることもあって勝ち気になることが多い。
熊川麻美のために事務所が連鎖的に嫌がらせに遭った際には、義憤に駆られた2人組の暴漢に襲われ、転倒した時に頭を打って怪我をした。治療後の病室で柴田が有働の過去について触れているのを寝たふりをして聞いており、「有働が悪態をつくのは過去に起きた"何か"を気付かせないためではないか」と考えるようになる。神崎にそのことを尋ねたが、それとなく事実を伝えられつつも冗談だと言われてはぐらかされた。事件の証人が殺害された際に、神崎が「また人を死なせた」と言ったことで有働を問い詰めるが答えてはもらえず、真相を知ったのは最終話になってからであった。
「弁護士は弱きを助け正義を守る仕事であり、金銭面では困らない」と思っていた。基本的に弁護士としての有働のことは尊敬しているが、彼が貧乏であり「弁護士は正義を守る存在ではない」と教えられ理想とのギャップを感じる。物語終盤では無実ではない被告人や、百合を殺害し娘を傷つけた吉野ですら全力で弁護しようとする有働の姿勢にショックを受ける。そんな折に地元での若手弁護士との見合い話が出たこともあって、事務所を辞めるか思い悩み1度は見合いをするが、最終的には縁談を断って事務所に残ることを選んだ。
赤倉俊哉：今井翼（事務員）
有働弁護士事務所の2人目の助手であり、物語の最初の被告人。20歳で生年月日は昭和57年10月21日。
元暴走族の不良で傷害の前科が2犯あり、少年院に2年間入った後に山村鉄工所に勤務。自分の人生を諦めながら生きていたが、所長の山村から拳まじりに叱咤されて立ち直る。山村に「何かの役に立つから」と言われ必死に勉強し、持っていたバイクを売って大検の予備校の費用に充てていた。しかし同僚との些細ないざこざから暴言を吐いたことを『おやっさん』と呼び慕っていた山村に利用され、殺人の濡れ衣を着せられてしまう。弁護人となった有働によって無実が証明され無罪となり、彼を尊敬（？）し助手となる。
有働からは『サル（手長ザル）』や髪型から『鬼太郎』と呼ばれている。自身の少々ズレた言動などから度々頭をはたかれているが、意見が一致して微笑み合うこともある。
元不良だが現在は好漢であり、良子とともに有働の役に立とうと努力する。被告人だった時は有働や良子にタメ口で話していたが、事務所に入ってからは敬語と敬称を使っている。しかし罪を全く反省せず良子を『ババア』呼ばわりした被告人・佐藤祐樹に対してはヤンキー口調で激昂している。
汐留女子学園高校陸上部の名前も知らず話したこともない女子（水川留美）に片想いし、度々学校の外から練習を見ていたが、彼女が死亡し有働がその事件の被告人の教師・矢崎時雄の弁護を引き受けた時には激しく葛藤していた。週末のみだがガソリンスタンドでバイトもしており、熱心な働きぶりと客からの評判の良さが評価され、店長から正社員登用の話を持ちかけられる。良子と同様に有働の姿勢に疑問を持っていたため思い悩み、有働からは厄介払いをするような口振りで話を受けるよう言われたが、最終的にはみんなで事務所を続けるために断った。
沢登圭一郎：松重豊（検事）
有働と毎回裁判で対決する高圧的な態度の検事。
有働のことは必ず名前ではなく『国選弁護人』と呼ぶ。裁判では有働が「無罪を主張します」と言うと、沢登が「国選弁護人！」と呆れた顔で物申し、有働が「有働です」と返すのがお約束である。
被告人を敵視しており、殺人事件の起訴状の朗読の際には、殺害方法について必ず「残虐かつ非道な方法で」と強調する。
裁判では「弁護人に買収や隠蔽される恐れがある」などとして、有働に渡した資料からは意図的に証人についての記載を伏せる嫌がらせをする。だが事件の証拠品が「刑事（柴田）の違法捜査により不正に得られたものである」という目撃証言によって不採用になりかけた際には、「被害者の魂が浮かばれない」からと証人を丸め込み証言を覆すよう柴田に指示し、法の下の平等よりも自身の正義感を貫こうとする。行方不明の証人を捜す有働の代理で神崎が法廷に立った際には、取り乱した佐野に代わって証人尋問を行うも、自身も時間稼ぎのための「異議あり」攻めに遭い辟易、憤慨していた。
佐野とともに有働と対決するライバルのような関係だが、劇中の検察側の起訴状の内容における係争では全敗している。
佐野悠美：梅宮万紗子（検事）
沢登の助手の検事。
沢登とともに毎回有働と裁判で対決する。彼女も弁護側に渡す裁判資料から情報を意図的に抜いておく嫌がらせをする。
有働の代理として神崎が法廷に立った際には証人尋問を任されたが、自身の軽率な発言から神崎の「異議あり」攻めに遭ってしどろもどろになり、「そんなお粗末なことでは夜中までかかっても終わらない」という挑発に乗ってさらに取り乱してしまい、沢登から交代を命じられた。
柴田隆介：金田明夫（刑事）
汐留警察署の刑事。階級は巡査部長。
沢登同様、有働が弁護人になる事件を毎回担当している。
有働とは基本的に相反する立場であるため、彼と話す時には嫌味な言い回しをするが、有働が刺殺体とはいえ事件の容疑者を見つけた際には「捜査が大進展したので2週間ぶりに家に帰れる」と笹本共々感謝している。有働の事務所が嫌がらせに遭った際には「敵だから形だけは見回りや警護をする」と言っていたが、暴力的な被害は有働のような大柄な男性ではなく女性である良子に向くと察し彼女を警護していた。実際に良子が襲われたところに現れ暴漢を制し、病院に駆けつけた有働に「昔、同じ失敗をしているそうじゃないか」と指摘する。有働が申請した証人が裁判所内で殺害された際には、ショックを受けた有働の責任感の無さげな発言に対し瞬間的に怒りを露にした。しかし内心では有働の手腕や信念を認めているのか、最終話では「自分が取り調べた被告人の供述に嘘があるならばそれを知りたい」と言い、事件に関する鑑識の報告書を有働に渡している。
笹本弘：加藤厚生（現・加藤厚成）（刑事）
柴田と行動する若手刑事。良子が暴漢に襲われた際には柴田とともに現場に現れ、拳銃を向けて暴漢を制した。前述の最終話での柴田の行動に対しては「敵に塩を送りすぎるのではないか」と言いつつもどこか納得しているような表情をしていた。
岡田智弘：白国秀樹（弁護士会職員）
日本弁護士会の職員。神崎の部下もしくは後輩らしき立場の人物。有働が裁判に不在の際、法廷で代理の国選弁護人として神崎を紹介した。
花岡清十郎：大滝秀治（前科132犯の大泥棒）
第3話より登場。元泥棒で、有働百合が最後に弁護した人物。通称『博士』。
懲役10年の刑期を終え現在は真っ当に生きているが、「することがない」と言って突如として有働弁護士事務所に出入りし、捜査に協力するようになる。
神出鬼没であり、甘党である。普段は好好爺然としているが、話を聞かない良子に急に激怒したり、赤倉に酒を強引に勧める一面もある。パチンコが得意で、度々大勝しては換金したり景品のお菓子と交換している。泥棒仲間に関する知識を有働たちに提供したり、事件現場のドアチェーンを外から掛け外しができるかを確認した他、事件解決のヒントになる発言をすることが多い。
百合や美智子とは親しくしており、特に自身の弁護を担当し泥棒を辞めるよう約束させてくれた百合には深く感謝している。百合を殺害した吉野一臣を恨んでおり、実は有働の事務所に出入りしていたのは、吉野が刑務所から出所する旨の連絡を待って彼に復讐するためであった。
神崎美智子：浅野ゆう子（弁護士会職員・弁護士）
日本弁護士会でそれなりに高い地位につく職員。有働百合の姉である。
毎回有働に報酬の少ない国選弁護の仕事を依頼するが、妹を亡くす原因を作った有働をあまり良く思っておらず、半ば強制的に引き受けさせている。しかし有働のやり方に無理解というわけではなく、自身が顧問弁護士を務めていた滝田食品工業の滝田氏に関する資料を提供したり、代理として法廷に立ち時間稼ぎをしたり、真相にたどり着けるようそれとなく助言をしている。
有働からは『お義姉（ねえ）さん』、花岡からは『みっちゃん』と呼ばれている。
有働の事務所が嫌がらせに遭った際に柴田たちが良子を警護していたのは、柴田と同様に暴力的被害が良子に向くことを懸念した神崎が、有働の過去を明かした上で警護を依頼したためでもあった。良子から有働の過去について尋ねられた際には、「自分の裁判のとばっちりで人を死なせた」と語るも、すぐに冗談だと言ってはぐらかしている。
有働が担当する事件の巻き添えで誰かが傷付くごとに彼を責めるが、「弁護士として間違ったことはしていない」と一貫した返答をされている。10年前と同じく警察の不当捜査で無罪を主張する有働に「百合にも（間違っていないと）胸を張って言えるのか、自分の決断に胸を張れるのか」と問うと「自分に胸を張れたことはただの一度もないが、ここでひよったらそれこそ顔向けが出来ない」と言われた。
最終話では、10年前に妹を殺害した吉野一臣が再び起こした事件の証人として証言台に立ち、互いに憎い相手であるはずの吉野を弁護する有働と対峙する。一度は事実を述べずに退廷しようとするが、有働から「10年前、殺人を犯したことが明白な被告人を無罪放免にしても良いものか悩み、初めて百合に自身の裁判の相談した際、『人を裁くことが許されるのは事実だけ』と助言された」ということ、そして「10年経った今でも、吉野を死刑台に叩き込むかこの手で八つ裂きにしたいほど憎んでいるが、それをしないのは世界中から憎まれても恨まれても、百合からだけは軽蔑されたくないからだ」という告白を受け、涙を浮かべながら事実を述べようと思い直した。
裁判長：渡辺火山
第5話を除き、有働が弁護人を担当する事件の裁判長を務める物腰の柔らかい人物。事件現場にて有働、沢登、柴田らと検証を行ったこともある。常に冷静かつ公正だが、証人が裁判所内で殺害されたとの報告を受けた際には動揺していた。

### ゲスト出演
第1話（2003年1月15日放送）
- 山村清司：長門裕之

山村鉄工所・所長。友澤芳男殺人事件の第一発見者。前科のある者たちを積極的に雇用し、赤倉を叱咤して立ち直らせ彼から慕われていた。鉄工所は倒産の危機にあったが、友澤の死後に借金を全額返済している。裁判では事件の目撃者として証言台に立ち、「犯人は赤倉で間違いない」と証言する。
- 友澤芳男：高杉瑞穂

山村鉄工所に勤務する赤倉の同僚。仕事中に赤倉を口うるさく注意したことから口論となり、「いつか殺してやる」と言われていた。その後、所内で刺殺されているところを発見される。彼には5000万円の生命保険が掛けられており、受取人は山村所長だった。
- よつば銀行・部長：石井愃一

良子の上司。不良債権を回収できないばかりか、挙げ句に有働とともに赤倉の家に不法侵入し警察に連行された良子の身元引き受け人となり、署内で彼女に「辞めちまえ！」と怒鳴り散らす。その際に有働から「ロバの上司は所詮ロバ、それも老眼で成人病ロバだ」と罵られた。
第2話（1月22日放送）
- 佐倉悟：有岡大貴（現Hey! Say! JUMP）

父と母の間で起きた殺人未遂事件の唯一の犯行目撃者。10歳だが発言と思考が大人びており、爆弾造りが趣味。自身が両親から疎まれていると感じており、「どちらの味方もしたくない」と証言を拒む。さらに「自分は死んだ方がいい」とも思っており、有働から「死ね」と言われたことをきっかけに、「タイムリミットまでに自分を捜し出せなければ爆弾で自爆する」というゲームを始める。
- 佐倉冬美：奥貫薫

悟の母で、夫婦喧嘩から発展した殺人未遂事件の原告。事件の際に腕に切り傷を負った。夫である雅人とは喧嘩が絶えず、互いに浮気している。結婚について「あの男（雅人）に騙された」と言い、悟についても「色々やり直すには子供は邪魔」と話している。悟が自身の誕生日を祝う料理を用意してくれたにもかかわらず、食べることなく夕食代を渡し祖母の家に預け、自身は家に人を連れ込もうとするなどぞんざいに扱っている。悟が自爆ゲームを始めると「もう嫌！」と言ってパニックを起こし、彼の行き先を考えるのも放棄してそのまま死なせてしまおうとした。
- 佐倉雅人：神保悟志

悟の父で、妻の冬美を包丁で殺害しようとしたとして殺人未遂で起訴された。容疑を否認しており、「冬美が包丁で自分の腕を切った、ハメられた」と供述する。結婚について「元々する気は無かった、子供ができなければただの遊びで済んだ」と言い、悟のことはほとんど考えずに冬美に任せっきりにしてきた。
- 目撃者・夫：伊藤正之
- 目撃者・妻：宮田早苗

佐倉家の近所に住む夫婦。夫婦喧嘩の音を聞きつけて佐倉家を見に行くと、傷を負い助けを求めて家を飛び出して来た冬美と、血のついた包丁を持ってやって来た雅人を目撃し警察に通報する。
第3話（1月29日放送）
- 北浦希：酒井美紀

空き巣被害があったマンションの部屋に自身の免許証が落ちていたことで逮捕・起訴されたが、容疑を否認する。有働には前島と交際していたことを隠していたり、複数のクレジットカード会社から合計で400万円近い借金があったりと不審な点が多い。腕に包帯を巻いており、本人は「何でもない、ちょっと切ってしまった」と話す。
- 前島昇：末吉宏司

北浦希の交際相手で、新宿のホストクラブに勤めている。希が自室にいたと供述した犯行時刻に彼女の家を訪ね合鍵を使い部屋に入ったが、不在だったと証言する。沢登の尋問にはごく普通に答えていたが、有働から「前島の衣服や腕時計が希の借金の原因だと推測している」と言われると態度を豹変させる。
- 斉藤ゆかり：欄子

空き巣事件の被害者。携帯電話を取りに帰ったところに犯人と鉢合わせて転倒し、事件のショックでマンションから引っ越した。
- 小須田健三：高橋保雄

空き巣で前科が25犯あるホームレス。とても小柄なことをノミに喩えて通称は『ノミケン』。泥棒界隈では有名な男で、花岡によるとマンションの空き巣事件はノミケンの手口とのことだが、有働と良子が彼のもとを訪ねた際に刺殺体となって発見された。
- 稲富千代：田代和子

空き巣事件と同時刻に自宅で殺害された資産家の老婆。3000万円ほどの現金も盗まれており強盗殺人事件となったが、ノミケンの遺体のそばで凶器が見つかり事件はほぼ解決かと思われた。
第4話（2月5日放送）
- 滝田光一：モロ師岡

自らが勤める滝田食品工業の社長でもある父・滝田重光を殺害したと言い、「犯行時の記憶はないが手にははっきりとその感覚が残っているので、被告人のためにもそれを証明して欲しい」と有働に依頼してきた男。何をしても父に認めてもらえないことを不満に思っていたが、事件後は罪の意識と後悔に苛まれてしまう。劇中で有働弁護士事務所に直接現れた唯一の依頼者で、国選弁護ではない依頼も唯一であった。
- 下川正雄：山下徹大

滝田重光殺害容疑で起訴された男。「金持ちの家を狙い空き巣に入ったところ、部屋の中で既に重光が死んでいた」と言い容疑を否認する。現場は完全に施錠された密室であり、下川はドアチェーンを切断して侵入したため、犯人は下川以外にいないと断定された。
- 滝田重光：山田吾一

滝田光一の父であり、彼が勤務する滝田食品工業の社長でもある人物。自宅にてペーパーナイフで腹部を刺され殺害された。刺されてから10秒程度は動くことができたとされ、机の引き出しやドアノブに血痕が付着していた。
- 滝田光一の妻：栗田よう子

父を殺害した罪と後悔に苛まれる光一に「あんなに嫌っていた重光が死んでくれて社長になれたのだから」と会社に行くように言うが、怒った光一に部屋から追い出される。
第5話（2月12日放送）
- 熊川麻美：雛形あきこ

まだ赤ん坊である息子を、保険金目当てに乳母車ごと崖の上から海に蹴落としたとして殺人容疑で起訴されたキャバクラ勤めの女。普段から息子を虐待しており、裁判では誰彼構わず悪態をつくため日本中のバッシングの的になった。容疑については「かくれんぼをしていた、ほんの数分のいないいないばあのつもりだったが、戻ったところ息子はいなかった」と否認するが、「信じなくてもいい」とも言い出す。事件関係者で唯一の左利き。
- 福西怜子：山下容莉枝

社会福祉士で、汐留児童相談所の職員。熊川家には10回以上足を運んでおり、麻美が「自分はこの子の母親だから何をしたって自由、殺す権利だってある」と話していたことを裁判で証言するが、そのお返しとばかりに麻美から「若い頃に中絶手術を受けたが、藪医者に子供を産めない体にされた」と暴露されてしまう。
- 多田昇：須永祥之

天体観測をしに崖を訪れたところ、女が左足で乳母車を海に蹴落とすところを目撃し通報した人物。
- 川上昭雄：中根徹

麻美と不倫し、子供の養育費を請求されていたサラリーマン。1年以上麻美と会っていないことを理由に子供の父親であることを否定し、認知もしていないため養育費は支払っていない。
第6話（2月19日放送）・第7話（2月26日放送）
- 水川茂：國村隼

水川留美の父親。スポーツショップを営んでおり、娘の留美には「オリンピックも夢じゃない」と大きな期待を持っていた。自身も昔は大企業にスポーツ特待社員として採用されるほどの陸上の選手であった。矢崎の弁護をする有働を裁判所内の廊下で声を荒らげて非難し、法廷では矢崎に殴りかかるが、実は真犯人は他にいると思っていた。
- 水川留美：佐藤めぐみ

汐留女子学園高校の2年生で陸上部員。長距離走の選手で数々の大会で優勝する実力の持ち主だったが、学校の屋上から転落死する。「私は矢崎先生に殺される」という内容の日記を遺しており、その中で矢崎に妊娠・中絶させられた挙げ句に捨てられたことも克明に記していた。
- 北野友恵：邑野未亜

留美や知佳と同じ陸上部所属の親友。気が強く物怖じしない性格で、留美の四十九日法要に訪れていた赤倉に対し、いつも留美を見ていたことを指摘し「気持ち悪いんだよ」と吐き捨てた。有働には「矢崎は留美と交際しており、留美は本気だったが矢崎は遊びだった。矢崎が死刑になればいいと思っている」と話す。陸上大会での成績はいつも留美に次いでの2位だった。有働は友恵を裁判の証人として申請するが、事件は衝撃の展開を迎える。
- 吉田知佳：加賀美早紀

留美や友恵と同じ陸上部所属の親友。大人しいが有働の"もっともらしい嘘"を怪しむなど勘が良く、有働に友達を侮辱された際には怒って平手打ちをした。赤倉に「みんな赤倉が見ていたことに気付いており、留美は赤倉が見ているといつもより良いタイムを出していた。友恵が『きっと留美のことが好きなんだよ』と言うと、留美は初心（うぶ）だから顔が真っ赤になっていた」と明かした。留美を救えなかったことを後悔しており、有働から裁判の証人として申請され、警察が自宅に警護に向かうもその直前に失踪してしまう。
- 矢崎時雄：羽場裕一

汐留女子学園高校の教師で陸上部の顧問。水川留美を殺害した容疑で起訴された。本人は「誰からかは不明だが電話で女子生徒に呼び出され夜の学校の屋上に着くと、急に背後からナイフを持った人物に襲われ夢中で逃げただけ。水川はいい生徒だったし期待していた、殺すはずがない」と容疑を否認し、留美との個人的な交際もないと話す。検察は「矢崎が留美を呼び出した」としており、自宅からは留美の血が付着した服が見つかり、学校の屋上の手すりにくっきりと矢崎の指紋が残っていたこと、そして留美の日記が矢崎を犯人とする決め手となった。その後「"あの子（留美）とは"何もない」と言い出し、実は他の生徒と関係を持っていたことを示唆する。
- 汐留女子学園・教師：高田聖子

有働の捜査に協力させられる女性教師。たまたま当直であったために冬の夜の屋上で2時間も捜査に付き合わされた上に、事件以降の数日間で休んだ生徒を調べるはめになった。別の日には知佳から話を聞こうとする有働に席を外すように言われ、反抗しようとするも「弁護士は第三者の監視抜きで証人と話す権利を有しており、みだりに破れば罰せられる」という"もっともらしい嘘"に騙され退散する。
第8話（3月5日放送）
- 山縣修一：竜雷太

山縣法律事務所・所長。日本弁護士会の次期会長と目される大物。中野からストーカー被害に遭っていた岸谷を格安の料金で救い、彼女を秘書として採用した。岸谷が殺害されたことで事務所を訪ねてきた有働の「国選の弁護に熱意を持って取り組んでいるところを気に入った」と言い、「岸谷君は私が殺した、だが鉄壁のアリバイがあり、特別の魔法がかかっているので崩せない。私の罪は君の被告人に着てもらう」と宣戦布告する。実際に岸谷の死亡推定時刻に山縣は大衆の目の前で講演を行っており、犯行は不可能であった。さらに裁判に証人として出廷する際には有働に対し「とことん君の依頼人に不利な証言をする」と追い打ちをかけ、彼との勝負を楽しむ。
- 山縣静香：田島令子

山縣修一の妻。岸谷が殺害されたことは、裁判になり有働が山縣宅を訪ねて来るまで知らなかった様子で、「あんなに可愛いお嬢さんが…」とショックを受けていた。ある重大な病気を抱えている。
- 中野俊人：村田充

岸谷千穂殺害の容疑で起訴されたが、「何もしていない」と否認する。2年前に岸谷に対しストーカーを働き逮捕されたことがあり、今回は中野の毛髪が岸谷の遺体の上から発見されたことが逮捕・起訴の決め手となった。
- 岸谷千穂：小梨原麻有

自宅にて灰皿で頭を殴られ殺害された山縣の秘書。山縣とは男女の仲であり、別れのために彼から手切れ金を渡されたが本気だったため納得がいかず、静香に関係を暴露し山縣の愛を独占しようとしていた。遺体のそばでは、山縣からプレゼントされた岸谷の誕生年産のワインボトルが割れていた。
- 飯野久枝：築山万有美

岸谷の友人。岸谷が殺害される直前に電話で話しており、その時点までの彼女の生存を裏付けた。
- その他、丸山和也弁護士がカメオ出演。

第9話（3月12日放送）
- 荻野みゆき：純名りさ

会社員で、秋葉寛人の同僚であり恋人。人気のない埠頭の車内で秋葉と2人でいたところ、佐藤とその仲間に襲われ全治3週間の打撲を負い財布を盗まれた。「秋葉を殺害した犯人たちは全員死刑になればいいと思っている」と有働に話す。だが彼女は秋葉とは別の人物との男女関係が噂されていた。
- 秋葉寛人：岡本光太郎

佐藤たちに特殊警棒で殴打され、さらに50万円もの現金が入った封筒と財布を盗まれた。病院に運ばれるが、地面に頭を強く打っていたことが原因で死亡した。
- 佐藤祐樹：森山未來

遊ぶ金欲しさに仲間とともに荻野と秋葉に因縁をつけ、特殊警棒で殴打し金品を強奪した17歳の少年。事件現場付近の公衆電話から佐藤の顔や服装、逃走方向などに関する詳細な目撃情報が通報されスピード逮捕となった。未成年ながら成人同様の刑事裁判相当という判断で送検、秋葉への強盗殺人並びに荻野への強盗傷害容疑で起訴された。両名に暴行し金品を強奪したことは自供したが殺人は否定し、有働に対し「俺は悪くない、死んだ奴が間抜けなだけ。俺は未成年で人生これからなんだよ」と全く反省の色を見せなかった。しかし法廷では終始大人しくしていた。
- 山岸哲司：中丸新将

荻野や秋葉が勤める会社の課長で、荻野の直属の上司。会社に押し掛けて荻野に事情聴取しようとする有働を非難した。事件の裁判には傍聴に来ている。
最終話（3月19日放送）
- 吉野一臣：佐野史郎

10年前、自身の妻と娘を殺害した瀬戸を無罪放免にした有働を逆恨みして、百合を殺害し娘を傷付けた張本人。刑務所に服役していたが模範囚として仮出所し、すぐに瀬戸の会社に連絡を取った。瀬戸を殺害したことを現場に駆けつけた警察官に自供し、そのまま殺人罪で起訴され、国選弁護人に有働を指名する。その目的は有働が10年前に自身に言った言葉を試すこと、彼の復讐心を煽り苦しませること、そして楽になりたいがために死刑になることだった。
- 瀬戸浩二：中野英雄

10年前、強盗目的で吉野の家に押し入り、彼の妻と娘を殺害した男。有働の弁護によって無罪放免となり、現在は『鈴木浩二』の名でタクシー会社に運転手として勤めていた。吉野から連絡を受け彼を公園に呼び出すが、揉み合った末にナイフが腹部に刺さり死亡する。

## スタッフ
- 脚本：秦建日子
- 演出：岩本仁志（1、2、3、6、7、最終話）・佐久間紀佳（4、8話）・吉野洋（5話）・梅沢利之（9話）
- 音楽：蓜島邦明
- チーフプロデューサー：井上健
- プロデューサー：伊藤響・大塚泰之
- 美術デザイン：高野雅裕
- 制作プロダクション：三城
- 制作著作：日本テレビ

## 楽曲
主題歌
『Baby don't cry』hiro
エンディングテーマ
『嘘のない歌』MILKRUN

## サブタイトル
| 各話                                            | サブタイトル                                            | 視聴率 |
| ----------------------------------------------- | ------------------------------------------------------- | ------ |
| 第1話                                           | 無罪か有罪か!? 被告を信じ弱者を守る型破り熱血弁護人登場 | 13.6%  |
| 第2話                                           | 少年は何を見た!? 命をかけた涙の目撃証言                 | 11.9%  |
| 第3話                                           | 三つの事件と手首の包帯の謎涙の逆転裁判                  | 11.6%  |
| 第4話                                           | 10秒の空白？裁判が暴く密室トリック！                    | 9.6%   |
| 第5話                                           | 実母が子を殺した？日本中が敵の壮絶裁判                  | 12.2%  |
| 第6話                                           | 私は殺される…裁判中に消えた証人の謎                     | 8.9%   |
| 第7話                                           | 娘殺しの真犯人は!? 証言台に落ちた父の涙                 | 11.0%  |
| 第8話                                           | 愛人を殺された弁護士VS妻を殺された弁護士                | 12.3%  |
| 第9話                                           | 怨まれた弁護人…少年に恋人を殺された女                   | 13.0%  |
| 最終話                                          | 涙の裁判！依頼人は我が妻殺しの憎き男                    | 11.9%  |
| 平均視聴率11.6%（ビデオリサーチ調べ・関東地区） |                                                         |        |